# フォーゲル・フルチャー・タンマンの式
フォーゲル・フルチャー・タンマンの式（英: Vogel–Fulcher–Tammann equation、VFT式）は、過冷却の範囲において、温度に応じた物質の粘度の変化を近似的に記述する経験的な方程式である。この方程式は1921年にH.フォーゲルによって初めて提案され、その後G.タンマンとW.ヘッセ、および独立してG.S.フルチャーによって使用された。フォーゲル・フルチャー・タンマンの式は、アレニウスの式に基づいている。アレニウスの式は、化学において、速度定数（緩和頻度）、活性化エネルギー、および化学反応が起こる温度を結びつけるものである。H.フォーゲルは、過冷却液体の粘度変化を記述するために、アレニウス式に似た式を提案した。これは、過冷却液体の粘性挙動を支配するプロセスが、緩和的な性質を持つためである。一部の液体（二酸化ケイ素など）では、アレニウス式で粘度変化を説明できるが、大部分の物質にはフォーゲル・フルチャー・タンマンの式のほうが適しており、アレニウスの法則に従わない物質も含まれる。フォーゲル・フルチャー・タンマンの式の適合性は、有機および無機の過冷却液体、合金（アモルファス金属）、重合体、さらにはスピングラスでも観察され、実験的に確認されている。

## 一般式
フォーゲル・フルチャー・タンマンの式は、次の形で表わされる。
{\displaystyle \eta =\eta _{0}\exp \left({\frac {B}{T-T_{0}}}\right)}
{\displaystyle \eta }：温度{\displaystyle T}における液体の粘度
{\displaystyle \eta _{0}}：無限温度における最小粘度（相転移を無視した理論的なパラメータ）
{\displaystyle B}：フィッティングパラメータ
{\displaystyle T}：温度
{\displaystyle T_{0}}：VFT温度（緩和時間および粘性流動の障壁が無限大に増加する理想的なガラス転移温度を表しており、通常は実際のガラス転移温度の付近だがそれよりもやや低い位置にある。）
パラメータ{\displaystyle B}は、曲線をフィットさせるためのパラメータであるため、この方程式で他の測定していない温度における粘度を予測するには、実験データが必要である。
値{\displaystyle \eta _{0}}は物理および化学の定数の組み合わせとして表すことができる。
{\displaystyle \eta _{0}={\frac {N_{\mathrm {A} }h}{V}}}
{\displaystyle N_{\mathrm {A} }}：アボガドロ定数
{\displaystyle h}：プランク定数
{\displaystyle V}：モル体積
特定の材料に特有な3つのパラメータ{\displaystyle (B,\eta _{0},T_{0})}は、測定された粘度{\displaystyle \eta (T)}のデータ点からのフィッティングによっても求めることができる。いくつかの測定に基づき、過冷却液体全体の範囲に対するVFT方程式を決定することができる。

## フォーゲル・フルチャー・タンマンの式とアンゲル図
フォーゲル・フルチャー・タンマンの式を修正することで、アンゲルの脆さパラメータ{\displaystyle D}値を導入できる。このとき、式は以下の形をとる。
{\displaystyle \eta =\eta _{0}\exp \left({\frac {DT_{0}}{T-T_{0}}}\right)}
パラメータ{\displaystyle D}は、アンゲルプロット（ガラス転移温度{\displaystyle T_{\mathrm {g} }}を用いた{\displaystyle \log \eta }と{\displaystyle {\frac {T_{\mathrm {g} }}{T}}}の関係のグラフ）上で、粘度と温度の関係がどれだけ線形に近いかを制御する。そのようなグラフ上で完全に線形の関係{\displaystyle (D=\infty )}は、アレニウスと呼ばれる。これはアレニウスの式で説明できるためであり、またアンゲルプロットが、アレニウスプロット（反応速度定数の自然対数と{\displaystyle {\frac {1}{T}}}の関係を表すグラフ）に似ているためである。アレニウスの法則に従う反応では、グラフが直線関係を示す。アンゲルプロット上のほとんどの材料は、非アレニウス的な曲線（非線形のグラフ）を持っている。これらの材料の粘度変化の速度は温度とともに変動し、冷却の際にガラス転移温度{\displaystyle T_{\mathrm {g} }}に近づくにつれて急激に増加する。これらの変化は、フォーゲル・フルチャー・タンマンの式によって近似的に記述することが可能である。高い{\displaystyle D}値を持つ液体（二酸化ケイ素の約161）は、強い液体と呼ばれ、低い{\displaystyle D}値を持つ液体（二酸化ケイ素の約2）は、脆い液体と呼ばれる。通常、高いパラメータ{\displaystyle D}は、冷却時に安定したアモルファス構造を形成する能力が高いことを示すが、必ずしもこの法則が当てはまるわけではない。